# 第29回クリティクス・チョイス・アワード
第29回クリティクス・チョイス・アワード（29th Critics' Choice Awards）は、クリティクス・チョイス・アソシエーションが主催する映画賞及びテレビ賞。2023年の映画・テレビシリーズ作品を対象とし、2024年1月14日にカリフォルニア州サンタモニカ空港のバーカー・ハンガーで受賞作品が発表される。授賞式はThe CWで放送され、司会は第28回クリティクス・チョイス・アワードに引き続きチェルシー・ハンドラーが務める。映画部門とテレビ部門のノミネート作品発表は別々に行われ、テレビ部門は2023年12月5日、映画部門は同月13日に発表された。
当初、授賞式はクリティクス・チョイス・アソシエーションの活動拠点で、同団体が改装費用を援助したフェアモント・センチュリー・プラザ・ホテルで開催する予定だったが、2023年7月にユナイト・ヒア・ローカル11（ロサンゼルス郡、オレンジ郡のホテル従業員の代表団体）が南カリフォルニアにある50社以上のホテルを対象とした労働環境改善のためのストライキを実施し、これが終結していないため、出席者の安全を優先してサンタモニカ空港のバーカー・ハンガーに変更された。
最多ノミネートは映画部門が『バービー』の18部門で、次いで『オッペンハイマー』『哀れなるものたち』の13部門が続いた。テレビ部門の最多ノミネートは『ザ・モーニングショー』の6部門で、次いで『メディア王 〜華麗なる一族〜』の5部門が続いた。最多ノミネートを記録したスタジオはワーナー・ブラザースが25部門（映画部門）、Netflixが21部門（テレビ部門）であり、Netflixは7年連続で最多記録を維持している。最多受賞は映画部門が『オッペンハイマー』が8部門、テレビ部門が『一流シェフのファミリーレストラン』『BEEF/ビーフ』の4部門である。

## 受賞結果

### 映画部門

#### 部門賞
| 作品賞 | 監督賞 |
| --- | --- |
| - 『オッペンハイマー』 - 『アメリカン・フィクション』 - 『バービー』 - 『カラーパープル』 - 『ホールドオーバーズ 置いてけぼりのホリディ』 - 『キラーズ・オブ・ザ・フラワームーン』 - 『マエストロ: その音楽と愛と』 - 『パスト ライブス/再会』 - 『哀れなるものたち』 - 『Saltburn』 | - クリストファー・ノーラン - 『オッペンハイマー』 - ブラッドリー・クーパー - 『マエストロ: その音楽と愛と』 - グレタ・ガーウィグ - 『バービー』 - ヨルゴス・ランティモス - 『哀れなるものたち』 - アレクサンダー・ペイン - 『ホールドオーバーズ 置いてけぼりのホリディ』 - マーティン・スコセッシ - 『キラーズ・オブ・ザ・フラワームーン』                                                                                              |
| 主演男優賞 | 主演女優賞 |
| - ポール・ジアマッティ - 『ホールドオーバーズ 置いてけぼりのホリディ』：ポール - ブラッドリー・クーパー - 『マエストロ: その音楽と愛と』：レナード・バーンスタイン - レオナルド・ディカプリオ - 『キラーズ・オブ・ザ・フラワームーン』：アーネスト・バークハート - コールマン・ドミンゴ - 『ラスティン: ワシントンの「あの日」を作った男』：バイヤード・ラスティン - キリアン・マーフィー - 『オッペンハイマー』：ロバート・オッペンハイマー - ジェフリー・ライト - 『アメリカン・フィクション』：セロニアス・“モンク”・エリソン | - エマ・ストーン - 『哀れなるものたち』：ベラ・バクスター - リリー・グラッドストーン - 『キラーズ・オブ・ザ・フラワームーン』：モーリー・バークハート - ザンドラ・ヒュラー - 『落下の解剖学』：サンドラ - グレタ・リー - 『パスト ライブス/再会』：ノラ・ムーン - キャリー・マリガン - 『マエストロ: その音楽と愛と』：フェリシア・モンテアレグレ・コーン・バーンスタイン - マーゴット・ロビー - 『バービー』：バービー                 |
| 助演男優賞 | 助演女優賞 |
| - ロバート・ダウニー・ジュニア - 『オッペンハイマー』：ルイス・ストローズ - スターリング・K・ブラウン - 『アメリカン・フィクション』：クリフォード・“クリフ”・エリソン - ロバート・デ・ニーロ - 『キラーズ・オブ・ザ・フラワームーン』：ウィリアム・キング・ヘイル - ライアン・ゴズリング - 『バービー』：ケン - チャールズ・メルトン - 『メイ・ディセンバー ゆれる真実』：ジョー・ヨー - マーク・ラファロ - 『哀れなるものたち』：ダンカン・ウェダーバーン                                                                      | - ダヴァイン・ジョイ・ランドルフ - 『ホールドオーバーズ 置いてけぼりのホリディ』：メアリー - エミリー・ブラント - 『オッペンハイマー』：キャサリン・オッペンハイマー - ダニエル・ブルックス - 『カラーパープル』：ソフィア - アメリカ・フェレーラ - 『バービー』：グロリア - ジョディ・フォスター - 『ナイアド 〜その決意は海を越える〜』：ボニー・ストール - ジュリアン・ムーア - 『メイ・ディセンバー ゆれる真実』：グレイシー        |
| 若手俳優賞 | アンサンブル演技賞 |
| - ドミニク・セッサ - 『ホールドオーバーズ 置いてけぼりのホリディ』：アンガス - アビー・ライダー・フォートソン - 『神さま聞いてる? これが私の生きる道?!』：マーガレット・サイモン - アリアナ・グリーンブラット - 『バービー』：サーシャ - ケイラ・レーン - 『ウォンカとチョコレート工場のはじまり』：ヌードル - ミロ・マシャド・グラネール - 『落下の解剖学』：ダニエル - マデリン・ユナ・ヴォイルズ - 『ザ・クリエイター/創造者』：アルファ-O / アルフィー                                                                       | - 『オッペンハイマー』 - 『AIR/エア』 - 『バービー』 - 『カラーパープル』 - 『ホールドオーバーズ 置いてけぼりのホリディ』 - 『キラーズ・オブ・ザ・フラワームーン』 |
| 脚本賞 | 脚色賞 |
| - グレタ・ガーウィグ、ノア・バームバック - 『バービー』 - サミー・バーチ - 『メイ・ディセンバー ゆれる真実』 - アレックス・コンヴェリー - 『AIR/エア』 - ブラッドリー・クーパー、ジョシュ・シンガー - 『マエストロ: その音楽と愛と』 - デヴィッド・ヘミングソン - 『ホールドオーバーズ 置いてけぼりのホリディ』 - セリーヌ・ソン - 『パスト ライブス/再会』 | - コード・ジェファーソン - 『アメリカン・フィクション』 - ケリー・フレモン・クレイグ - 『神さま聞いてる? これが私の生きる道?!』 - アンドリュー・ヘイ - 『異人たち』 - トニー・マクナマラ - 『哀れなるものたち』 - クリストファー・ノーラン - 『オッペンハイマー』 - エリック・ロス、マーティン・スコセッシ - 『キラーズ・オブ・ザ・フラワームーン』                                                                                     |
| 撮影賞 | 編集賞 |
| - ホイテ・ヴァン・ホイテマ - 『オッペンハイマー』 - マシュー・リバティーク - 『マエストロ: その音楽と愛と』 - ロドリゴ・プリエト - 『バービー』 - ロドリゴ・プリエト - 『キラーズ・オブ・ザ・フラワームーン』 - ロビー・ライアン - 『哀れなるものたち』 - リヌス・サンドグレン - 『Saltburn』 | - ジェニファー・レイム - 『オッペンハイマー』 - ウィリアム・ゴールデンバーグ - 『AIR/エア』 - ニック・ヒューイ - 『バービー』 - ヨルゴス・モヴロプサリディス - 『哀れなるものたち』 - セルマ・スクーンメイカー - 『キラーズ・オブ・ザ・フラワームーン』 - ミシェル・テゾーロ - 『マエストロ: その音楽と愛と』 |
| 衣装デザイン賞 | 美術賞 |
| - ジャクリーヌ・デュラン、シャーロット・フィンレー、ホープ・スレパック - 『バービー』 - リンディ・ヘミングス - 『ウォンカとチョコレート工場のはじまり』 - フランシン・ジェイミソン＝タンチャック - 『カラーパープル』 - ホーリー・ワディントン、ヴァンサン・デュマ、ズッツァ・ステンガー - 『哀れなるものたち』 - ジャクリーン・ウェスト - 『キラーズ・オブ・ザ・フラワームーン』 - ジャンティ・イェーツ、デヴィッド・クロスマン - 『ナポレオン』                                                                                | - サラ・グリーンウッド、ケイティー・スペンサー - 『バービー』 - スージー・デイヴィーズ、シャーロット・ディリックス - 『Saltburn』 - ルース・デ・ヨング、クレア・カウフマン - 『オッペンハイマー』 - ジャック・フィスク、アダム・ウィリス - 『キラーズ・オブ・ザ・フラワームーン』 - ジェームズ・プライス、ショーナ・ヒース、ズザ・ミハレク - 『哀れなるものたち』 - アダム・ストックハウゼン、クリス・モラン - 『アステロイド・シティ』 |
| 作曲賞 | 歌曲賞 |
| - ルドウィグ・ゴランソン - 『オッペンハイマー』 - ジャースキン・フェンドリックス - 『哀れなるものたち』 - マイケル・ジアッチーノ - 『雪山の絆』 - ダニエル・ペンバートン - 『スパイダーマン:アクロス・ザ・スパイダーバース』 - ロビー・ロバートソン - 『キラーズ・オブ・ザ・フラワームーン』 - マーク・ロンソン、アンドリュー・ワイアット - 『バービー』 | - 「アイム・ジャスト・ケン」 - 『バービー』 - 「ダンス・ザ・ナイト」 - 『バービー』 - 「ピーチス」 - 『ザ・スーパーマリオブラザーズ・ムービー』 - 「Road to Freedom」 - 『ラスティン: ワシントンの「あの日」を作った男』 - 「ウィッシュ〜この願い〜」 - 『ウィッシュ』 - 「ホワット・ワズ・アイ・メイド・フォー?」 - 『バービー』 |
| ヘア&メイクアップ賞 | 視覚効果賞 |
| - 『バービー』 - 『カラーパープル』 - 『マエストロ: その音楽と愛と』 - 『オッペンハイマー』 - 『哀れなるものたち』 - 『プリシラ』 | - 『オッペンハイマー』 - 『ザ・クリエイター/創造者』 - 『ガーディアンズ・オブ・ギャラクシー:VOLUME 3』 - 『ミッション:インポッシブル/デッドレコニング PART ONE』 - 『哀れなるものたち』 - 『スパイダーマン:アクロス・ザ・スパイダーバース』 |
| コメディ映画賞 | アニメ映画賞 |
| - 『バービー』 - 『アメリカン・フィクション』 - 『Bottoms』 - 『ホールドオーバーズ 置いてけぼりのホリディ』 - 『マディのおしごと 恋の手ほどき始めます』 - 『哀れなるものたち』 | - 『スパイダーマン:アクロス・ザ・スパイダーバース』 - 『君たちはどう生きるか』 - 『マイ・エレメント』 - 『ニモーナ』 - 『ミュータント・タートルズ:ミュータント・パニック!』 - 『ウィッシュ』 |
| 外国語映画賞 | |
| - 『落下の解剖学』（ フランス） - 『ゴジラ-1.0』（ 日本） - 『PERFECT DAYS』（ 日本） - 『雪山の絆』（ スペイン） - 『ポトフ 美食家と料理人』（ フランス） - 『関心領域』（ イギリス） | |

#### #SeeHer賞
- アメリカ・フェレーラ[8]

#### キャリア功労賞
- ハリソン・フォード[9]

### テレビ部門
| ドラマシリーズ作品賞 | ドラマシリーズ作品賞 |
| --- | --- |
| - 『メディア王 〜華麗なる一族〜』 (HBO) - 『ザ・クラウン』 (Netflix) - 『ザ・ディプロマット』 (Netflix) - 『THE LAST OF US』 (HBO) - 『ロキ』 (Disney+) - 『ザ・モーニングショー』 (Apple TV+) - 『スタートレック:ストレンジ・ニュー・ワールド』 (Paramount+) - 『Winning Time: The Rise of the Lakers Dynasty』 (HBO) | |
| ドラマシリーズ主演男優賞 | ドラマシリーズ主演女優賞 |
| - キーラン・カルキン - 『メディア王 〜華麗なる一族〜』：ローマン・ロイ (HBO /Max) - トム・ヒドルストン - 『ロキ』：ロキ (Disney+) - ティモシー・オリファント - 『JUSTIFIED 俺の正義:クライムシティ デトロイト』：レイラン・ギヴンズ (FX) - ペドロ・パスカル - 『THE LAST OF US』：ジョエル・ミラー (HBO /Max) - ラモン・ロドリゲス - 『GBI特別捜査官 ウィル・トレント』：ウィル (ABC) - ジェレミー・ストロング - 『メディア王 〜華麗なる一族〜』：ケンダル・ロイ (HBO /Max)                                                                               | - サラ・スヌーク - 『メディア王 〜華麗なる一族〜』：シヴ・ロイ (HBO /Max) - ジェニファー・アニストン - 『ザ・モーニングショー』：アレックス・レヴィ (Apple TV+) - アーンジャニュー・エリス - 『JUSTIFIED 俺の正義:クライムシティ デトロイト』：キャロリン・ワイルダー (FX) - ベラ・ラムジー - 『THE LAST OF US』：エリー・ウィリアムズ (HBO /Max) - ケリー・ラッセル - 『ザ・ディプロマット』：ケイト・ワイラー (Netflix) - リース・ウィザースプーン - 『ザ・モーニングショー』：ブラッドリー・ジャクソン (Apple TV+)                                                                        |
| ドラマシリーズ助演男優賞 | ドラマシリーズ助演女優賞 |
| - ビリー・クラダップ - 『ザ・モーニングショー』：コリー・エリソン (Apple TV+) - ハリド・アブダラ - 『ザ・クラウン』：ドディ・アルファイド (Netflix) - ロン・セファス・ジョーンズ - 『真相 - Truth Be Told』：シュリーヴ・スコヴィル (Apple TV+) - マシュー・マクファディン - 『メディア王 〜華麗なる一族〜』：トム・ワムスギャング (HBO /Max) - キー・ホイ・クァン - 『ロキ』：ウロボロス/O.B. (Disney+) - ルーファス・シーウェル - 『ザ・ディプロマット』：ハル・ワイラー (Netflix)                                                                      | - エリザベス・デビッキ - 『ザ・クラウン』：ダイアナ妃 (Netflix) - ニコール・ベハーリー - 『ザ・モーニングショー』：クリスティン・ハンター (Apple TV+) - ソフィア・ディ・マルティーノ - 『ロキ』：シルヴィ (Disney+) - セリア・ローズ・グッディング - 『スタートレック:ストレンジ・ニュー・ワールド』：ウフーラ (Paramount+) - カレン・ピットマン - 『ザ・モーニングショー』：ミア・ジョーダン (Apple TV+) - クリスティーナ・リッチ - 『イエロージャケッツ』：ミスティー・クィグリー (Showtime)                                                                                               |
| コメディシリーズ作品賞 | |
| - 『一流シェフのファミリーレストラン』 (FX) - 『アボット エレメンタリー』 (ABC) - 『バリー』 (HBO) - 『マーベラス・ミセス・メイゼル』 (Amazon Prime Video) - 『Poker Face』 (Peacock) - 『レザベーション・ドッグス』 (FX) - 『シュリンキング:悩めるセラピスト』 (Apple TV+) - 『シェアハウス・ウィズ・ヴァンパイア』 (FX) | |
| コメディシリーズ主演男優賞 | コメディシリーズ主演女優賞 |
| - ジェレミー・アレン・ホワイト - 『一流シェフのファミリーレストラン』：カーミー (FX) - ビル・ヘイダー - 『バリー』：バリー・バークマン/バリー・ブロック (HBO /Max) - スティーヴ・マーティン - 『マーダーズ・イン・ビルディング』：チャールズ＝ヘイデン・サベージ (Hulu) - ケイヴァン・ノヴァク - 『シェアハウス・ウィズ・ヴァンパイア』：ナンドル (FX) - ドリュー・ターヴァー - 『The Other Two』：ケイリー・デュベック (HBO /Max) - ディファラオ・ウン＝ア＝タイ - 『レザベーション・ドッグス』：ベア・スモールヒル (FX)                                 | - アイオウ・エディバリー - 『一流シェフのファミリーレストラン』：シドニー (Hulu) - レイチェル・ブロズナハン - 『マーベラス・ミセス・メイゼル』：ミリアム “ミッジ”・メイゼル (Amazon Prime Video) - キンタ・ブランソン - 『アボット エレメンタリー：ジャニン・ティーグズ (ABC) - ブリジット・エヴァレット - 『サムバディ・サムウェア』 - サム (HBO / Max) - デヴァリー・ジェイコブス - 『レザベーション・ドッグス』：エローラ・ダナン・ポストーク (FX) - ナターシャ・リオン - 『Poker Face』：チャーリー・ケイル (Peacock)                                                                    |
| コメディシリーズ助演男優賞 | コメディシリーズ助演女優賞 |
| - エボン・モス＝バクラック - 『一流シェフのファミリーレストラン』：リッチー (FX) - フィル・ダンスター - 『テッド・ラッソ:破天荒コーチがゆく』：ジェイミー (Apple TV+) - ハリソン・フォード - 『シュリンキング:悩めるセラピスト』：ポール・ローデス博士 (Apple TV+) - ハーヴィー・ギレン - 『シェアハウス・ウィズ・ヴァンパイア』：ギレルモ・デ・ラ・クルス (FX) - ジェームズ・マースデン - 『Jury Duty』：本人役 (Amazon Freevee) - ヘンリー・ウィンクラー - 『バリー』：ジーン・クジノー (HBO / Max)                                                     | - メリル・ストリープ - 『マーダーズ・イン・ビルディング』：ロレッタ (Hulu) - パウリナ・アレクシス - 『レザベーション・ドッグス』：ウィリー・ジャック (FX) - アレックス・ボースタイン - 『マーベラス・ミセス・メイゼル』：スージー (Amazon Prime Video) - ジャネル・ジェームズ - 『アボット エレメンタリー』：エヴァ・コールマン (ABC) - シェリル・リー・ラルフ - 『アボット エレメンタリー』：バーバラ・ハワード役 (ABC) - ジェシカ・ウィリアムズ - 『シュリンキング:悩めるセラピスト』：ゲイビー (Apple TV+)                                                                                |
| リミテッドシリーズ作品賞 | テレビ映画作品賞 |
| - 『BEEF/ビーフ』 (Netflix) - 『デイジー・ジョーンズ・アンド・ザ・シックスがマジで最高だった頃』 (Amazon Prime Video) - 『ファーゴ』 (FX) - 『Fellow Travelers』 (Showtime] - 『レッスン・イン・ケミストリー』 (Apple TV+) - 『ラブ&デス』 (HBO / Max) - 『マーダー・イン・ザ・ワールドエンド』 (FX) - 『正義の異邦人:ミープとアンネの日記』 (ナショナル ジオグラフィック) | - 『クイズ・レディー』 (Hulu) - 『The Caine Mutiny Court-Martial』 (Showtime) - 『Finestkind』 (Paramount+) - 『Mr. Monk's Last Case: A Monk Movie』 (Peacock) - 『誰も助けてくれない』 (Hulu) - 『リアリティ』 (HBO / Max) |
| テレビ映画/リミテッドシリーズ主演男優賞 | テレビ映画/リミテッドシリーズ主演女優賞 |
| - スティーヴン・ユァン - 『BEEF/ビーフ』：ダニー・チョー (Netflix) - マット・ボマー - 『Fellow Travelers』：ハーキンス (Showtime) - トム・ホランド - 『クラウデッド・ルーム』：ダニー・サリバン (Apple TV+) - デヴィッド・オイェロウォ - 『Lawmen: Bass Reeves』：バス・リーヴス (Paramount+) - トニー・シャルーブ - 『Mr. Monk's Last Case: A Monk Movie』：エイドリアン・モンク (Peacock) - キーファー・サザーランド - 『The Caine Mutiny Court-Martial』：クィーグ少佐 (Showtime)                                                                      | - アリ・ウォン - 『BEEF/ビーフ』：エイミー・ラウ (Netflix) - ケイトリン・デヴァー - 『誰も助けてくれない』：ブリン (Hulu) - ブリー・ラーソン - 『レッスン・イン・ケミストリー』：エリザベス・ゾット (Apple TV+) - ベル・パウリー - 『正義の異邦人:ミープとアンネの日記』：ミープ・ヒース (ナショナル ジオグラフィック) - シドニー・スウィーニー - 『リアリティ』：リアリティ・ウィナー (HBO / Max) - ジュノー・テンプル - 『ファーゴ』：ドロシー・"ドット"・ライオン (FX) |
| テレビ映画/リミテッドシリーズ助演男優賞 | テレビ映画/リミテッドシリーズ助演女優賞 |
| - ジョナサン・ベイリー - 『Fellow Travelers』：ティム・ラフリン (Showtime) - テイラー・キッチュ - 『ペイン・キラー』：グレン・キーガー (Netflix) - ジェシー・プレモンス - 『ラブ&デス』：アラン・ゴア (HBO / Max) - ルイス・プルマン - 『レッスン・イン・ケミストリー』：カルヴィン・エヴァンス (Apple TV+) - リーヴ・シュレイバー - 『正義の異邦人:ミープとアンネの日記』：オットー・フランク (ナショナル ジオグラフィック) - ジャスティン・セロー - 『ホワイトハウス・プラマーズ/米国政治の失墜を招いた男たち』：ジョージ・ゴードン・リディ (HBO / Max) | - マリア・ベロ - 『BEEF/ビーフ』：ジョーダン・フォスター (Netflix) - ビリー・ブーレ - 『正義の異邦人:ミープとアンネの日記』：アンネ・フランク (ナショナル ジオグラフィック) - ウィラ・フィッツジェラルド - 『アッシャー家の崩壊』：若いころのマデライン・アッシャー (Netflix) - アヤ・ナオミ・キング - 『レッスン・イン・ケミストリー』：ハリエット・スローン (Apple TV+) - メアリー・マクドネル - 『アッシャー家の崩壊』：マデライン・アッシャー (Netflix) - カミラ・モローネ - 『デイジー・ジョーンズ・アンド・ザ・シックスがマジで最高だった頃』：カミラ・アルバレス (Amazon Prime Video) |
| アニメシリーズ作品賞 | 外国語シリーズ作品賞 |
| - 『スコット・ピルグリム テイクス・オフ』 (Netflix) - 『ブルーイ』 (Disney+) - 『ボブズ・バーガーズ』 (Fox) - 『Harley Quinn』 (HBO /Max) - 『スタートレック:ローワー・デッキ』 (Paramount+) - 『Young Love』 (HBO /Max) | - 『Lupin/ルパン』 (Netflix、 フランス) - 『Bargain』 (Paramount+、 韓国) - 『ザ・グローリー 〜輝かしき復讐〜』 (Netflix、 韓国) - 『The Good Mothers』 (Apple TV+、 イタリア・ イギリス) - 『The Interpreter of Silence』 (Hulu、 ドイツ・ ポーランド) - 『マスクガール』 (Netflix、 韓国) - 『ムービング』 (Hulu、 韓国) |
| トーク番組賞 | コメディ特別賞 |
| - 『ラスト・ウィーク・トゥナイト』 (HBO) - 『グレアム・ノートン・ショー』 (BBCアメリカ) - 『ジミー・キンメル・ライブ!』 (ABC) - 『ケリー・クラークソン・ショー』 (NBC) - 『Late Night with Seth Meyers』 (NBC) - 『ザ・レイト・ショー・ウィズ・スティーヴン・コルベア』 (CBS) | - 『John Mulaney: Baby J』 (Netflix) - 『Alex Borstein: Corsets & Clown Suits』 (Amazon Prime Video) - ジョン・アーリー - 『Now More Than Ever』 (HBO / Max) - マイク・バービグリア - 『The Old Man and the Pool』 (Netflix) - トレバー・ノア - 『Where Was I』 (Netflix) - ワンダ・サイクス - 『I'm an Entertainer』 (Netflix) |

## 映画部門の内訳
| 数 | 作品名                                            |
| -- | ------------------------------------------------- |
| 18 | 『バービー』                                      |
| 13 | 『オッペンハイマー』                              |
| 13 | 『哀れなるものたち』                              |
| 12 | 『キラーズ・オブ・ザ・フラワームーン』            |
| 8  | 『ホールドオーバーズ 置いてけぼりのホリディ』     |
| 8  | 『マエストロ: その音楽と愛と』                    |
| 5  | 『アメリカン・フィクション』                      |
| 5  | 『カラーパープル』                                |
| 3  | 『AIR/エア』                                      |
| 3  | 『落下の解剖学』                                  |
| 3  | 『メイ・ディセンバー ゆれる真実』                 |
| 3  | 『パスト ライブス/再会』                          |
| 3  | 『Saltburn』                                      |
| 3  | 『スパイダーマン:アクロス・ザ・スパイダーバース』 |
| 2  | 『神さま聞いてる? これが私の生きる道?!』          |
| 2  | 『ザ・クリエイター/創造者』                       |
| 2  | 『ラスティン: ワシントンの「あの日」を作った男』  |
| 2  | 『雪山の絆』                                      |
| 2  | 『ウィッシュ』                                    |
| 2  | 『ウォンカとチョコレート工場のはじまり』          |

| 数 | 作品名                                        |
| -- | --------------------------------------------- |
| 8  | 『オッペンハイマー』                          |
| 6  | 『バービー』                                  |
| 3  | 『ホールドオーバーズ 置いてけぼりのホリディ』 |

## テレビ部門の内訳
| 数 | 作品名                                                             | 放送局                      | ジャンル   |
| -- | ------------------------------------------------------------------ | --------------------------- | ---------- |
| 6  | 『ザ・モーニングショー』                                           | Apple TV+                   | ドラマ     |
| 5  | 『メディア王 〜華麗なる一族〜』                                    | HBO / Max                   | ドラマ     |
| 4  | 『アボット エレメンタリー』                                        | ABC                         | コメディ   |
| 4  | 『一流シェフのファミリーレストラン』                               | FX                          | コメディ   |
| 4  | 『BEEF/ビーフ』                                                    | Netflix                     | リミテッド |
| 4  | 『レッスン・イン・ケミストリー』                                   | Apple TV+                   | リミテッド |
| 4  | 『ロキ』                                                           | Disney+                     | ドラマ     |
| 4  | レザベーション・ドッグス』                                         | FX                          | コメディ   |
| 4  | 『正義の異邦人:ミープとアンネの日記』                              | ナショナル ジオグラフィック | リミテッド |
| 3  | 『バリー』                                                         | HBO / Max                   | コメディ   |
| 3  | 『ザ・クラウン』                                                   | Netflix                     | ドラマ     |
| 3  | 『ザ・ディプロマット』                                             | Netflix                     | ドラマ     |
| 3  | 『Fellow Travelers』                                               | Showtime                    | リミテッド |
| 3  | 『THE LAST OF US』                                                 | HBO / Max                   | ドラマ     |
| 3  | 『マーベラス・ミセス・メイゼル』                                   | Amazon Prime Video          | コメディ   |
| 3  | 『シュリンキング:悩めるセラピスト』                                | Apple TV+                   | コメディ   |
| 3  | 『シェアハウス・ウィズ・ヴァンパイア』                             | FX                          | コメディ   |
| 2  | 『The Caine Mutiny Court-Martial』                                 | Showtime                    | テレビ映画 |
| 2  | 『デイジー・ジョーンズ・アンド・ザ・シックスがマジで最高だった頃』 | Amazon Prime Video          | リミテッド |
| 2  | 『アッシャー家の崩壊』                                             | Netflix                     | リミテッド |
| 2  | 『ファーゴ』                                                       | FX                          | リミテッド |
| 2  | 『JUSTIFIED 俺の正義:クライムシティ デトロイト』                   | FX                          | ドラマ     |
| 2  | 『ラブ&デス』                                                      | HBO / Max                   | リミテッド |
| 2  | 『Mr. Monk's Last Case: A Monk Movie』                             | Peacock                     | テレビ映画 |
| 2  | 『誰も助けてくれない』                                             | Hulu                        | テレビ映画 |
| 2  | 『マーダーズ・イン・ビルディング』                                 | Hulu                        | コメディ   |
| 2  | 『Poker Face』                                                     | Peacock                     | コメディ   |
| 2  | 『リアリティ』                                                     | HBO / Max                   | テレビ映画 |
| 2  | 『スタートレック:ストレンジ・ニュー・ワールド』                    | Paramount+                  | ドラマ     |

| 数 | 作品名                               | 放送局    | ジャンル   |
| -- | ------------------------------------ | --------- | ---------- |
| 4  | 『一流シェフのファミリーレストラン』 | FX        | コメディ   |
| 4  | 『BEEF/ビーフ』                      | Netflix   | リミテッド |
| 3  | 『メディア王 〜華麗なる一族〜』      | HBO / Max | ドラマ     |

## プレゼンター
| プレゼンター                                                   | 役割                                                                                     |
| -------------------------------------------------------------- | ---------------------------------------------------------------------------------------- |
| ケイリー・クオコ デヴィッド・オイェロウォ                      | 助演女優賞の授与。                                                                       |
| アンジェラ・バセット                                           | 助演男優賞の授与。                                                                       |
| フィル・ダンスター ジェシカ・ウィリアムズ                      | テレビ映画/リミテッドシリーズ助演男優賞、テレビ映画/リミテッドシリーズ助演女優賞の授与。 |
| ジャコモ・ジャンニオッティ ヴァネッサ・モーガン                | ドラマシリーズ助演男優賞、ドラマシリーズ助演女優賞の授与。                               |
| ジェニー・スレイト ラミー・ユセフ                              | コメディシリーズ助演男優賞、コメディシリーズ助演女優賞の授与。                           |
| ジェイソン・シーゲル                                           | テレビ映画/リミテッドシリーズ主演女優賞の授与。                                          |
| ナターシャ・リオン                                             | テレビ映画/リミテッドシリーズ主演男優賞の授与。                                          |
| マーゴット・ロビー                                             | アメリカ・フェレーラに#SeeHer賞を授与。                                                  |
| アンソニー・ラモス ベラ・ラムジー                              | 歌曲賞の授与。                                                                           |
| ニコラス・ブラウン                                             | コメディシリーズ主演女優賞の授与。                                                       |
| アシュリー・マデクウィ マンディ・ムーア                        | コメディシリーズ主演男優賞の授与。                                                       |
| デイヴィッド・ドゥカヴニー メグ・ライアン                      | アンサンブル演技賞の授与。                                                               |
| ジェームズ・マンゴールド                                       | ハリソン・フォードにキャリア功労賞を授与。                                               |
| キー・ホイ・クァン                                             | ドラマシリーズ主演女優賞の授与。                                                         |
| ガエル・ガルシア・ベルナル カーラ・グギノ                      | ドラマシリーズ主演男優賞の授与。                                                         |
| サンドラ・オー オークワフィナ                                  | コメディシリーズ作品賞の授与。                                                           |
| ダン・レヴィ                                                   | ドラマシリーズ作品賞の授与。                                                             |
| ジョン・クライヤー ドナルド・フェイソン アビゲイル・スペンサー | リミテッドシリーズ作品賞の授与。                                                         |
| ブレンダン・フレイザー                                         | 主演女優賞の授与。                                                                       |
| オプラ・ウィンフリー                                           | 主演男優賞の授与。                                                                       |
| ジョン・クラシンスキー                                         | 監督賞の授与。                                                                           |
| チェルシー・ハンドラー                                         | 作品賞の授与。                                                                           |